# Admontia zimini
Admontia zimini är en tvåvingeart som först beskrevs av Louis-Paul Mesnil 1963.  Admontia zimini ingår i släktet Admontia och familjen parasitflugor. Inga underarter finns listade i Catalogue of Life.